# 仲孫姓
仲孙姓是漢字複姓，在《百家姓》中排第430位。

## 起源
1. 出自姬姓，以名为姓氏。根据《元和姓纂》的记载，春秋时鲁国鲁桓公庶长子公子庆父，又名共仲，他的后代子孙用祖父的名字为氏，这是仲孙姓的起源之一。除此之外鲁国还有大夫仲孙蔑，即孟献子。
2. 出自齐国。齐桓公有大夫仲孙湫。

## 郡望
史籍中并没有记载仲孙姓的郡望。

## 外部連結
[在维基数据编辑]
 《百家姓》
 《欽定古今圖書集成·明倫彙編·氏族典·仲孫姓部》，出自陈梦雷《古今圖書集成》